# دوري الدرجة الأولى الأرجنتيني 1975
دوري الدرجة الأولى الأرجنتيني 1975 (بالإسبانية: Campeonato Nacional 1975)‏ هو الموسم 45 من دوري الدرجة الأولى الأرجنتيني. أشرف على تنظيمه اتحاد الأرجنتين لكرة القدم، وكان عدد الأندية المشاركة فيه 32، وفاز فيه نادي أتلتيكو ريفر بليت.